# Sander marinus
Sander marinus is een  straalvinnige vissensoort uit de familie van echte baarzen (Percidae). De wetenschappelijke naam van de soort is voor het eerst geldig gepubliceerd in 1828 door Cuvier.
De soort staat op de Rode Lijst van de IUCN als Onzeker, beoordelingsjaar 1996.